# Charles Bowen, Baron Bowen

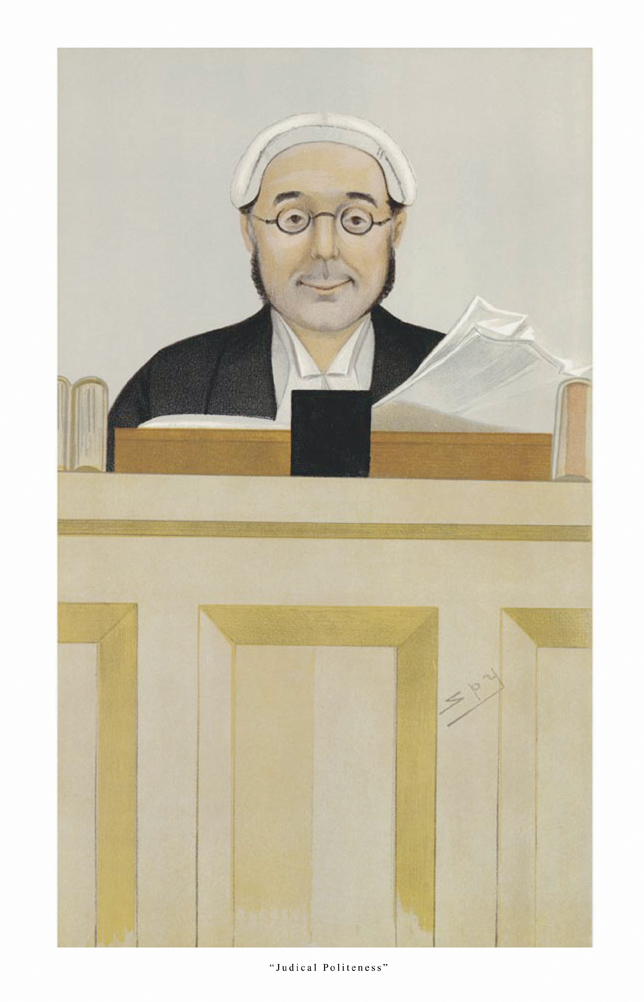
Sir Charles Bowen in einer Karikatur von Leslie Ward im Magazin Vanity Fair (12. März 1892)

Charles Synge Christopher Bowen, Baron Bowen QC PC (* 29. August 1831 in Woolaston, Gloucestershire; † 10. April 1894) war ein britischer Jurist, der zuletzt als Lord of Appeal in Ordinary aufgrund des Appellate Jurisdiction Act 1876 als Life Peer auch Mitglied des House of Lords war.

## Leben
Nach dem Besuch der Rugby School absolvierte Bowen ein Studium der Rechtswissenschaften am Balliol College der University of Oxford und verfasste während seines Studiums Artikel für die Wochenzeitung Saturday Review sowie die Zeitschrift The Spectator. 1861 erhielt er die anwaltliche Zulassung bei der Rechtsanwaltskammer (Inns of Court) von Inner Temple und nahm im Anschluss eine Tätigkeit als Barrister auf. Zwischen 1872 und 1879 arbeitete er einerseits als Ständiger Rechtsberater des Schatzamtes (Treasury) sowie andererseits als Recorder (Stadtrichter) von Penzance.
1879 wurde er Richter in der Kammer für Zivilsachen (Queen’s Bench Division) an dem für England und Wales zuständigen  High Court of Justice und bekleidete dieses Richteramt bis 1882. Zugleich wurde er 1879 zum Knight Bachelor geschlagen und führte seither den Namenszusatz „Sir“. Nach Beendigung dieser Richtertätigkeit erfolgte 1882 seine Berufung zum Richter (Lord Justice of Appeal) am Court of Appeal, dem für England und Wales zuständigen Appellationsgericht, an dem er bis 1893 tätig war. Daneben wurde er 1882 auch zum Privy Councillor ernannt. Als Lord Justice of Appeal wirkte er unter anderem bei den Urteilen zu den Verfahren Edgington vs. Fitzmaurice (1885) sowie Carlill v Carbolic Smoke Ball Company (1892) mit.
Zuletzt wurde Bowen durch ein Letters Patent vom 23. September 1893 aufgrund des Appellate Jurisdiction Act 1876 als Life Peer mit dem Titel Baron Bowen, of Colwood in the County of Sussex zum Mitglied des House of Lords in den Adelsstand berufen und wirkte bis zu seinem Tod wenige Monate später als Lordrichter (Lord of Appeal in Ordinary), wobei er an keiner Verhandlung teilnahm und nur einmal in dieser Zeit ein Votum abgab. Schließlich wirkte er als Vorsitzender einer Kommission zur Untersuchung des Bergarbeiteraufstands von Featherstone 1893, bei dem zwei streikende Bergarbeiter von Soldaten erschossen worden waren.
Bowens jüngerer Bruder war Edward Ernest Bowen, ein richtungsgebender Lehrer und Schulleiter der renommierten Harrow School. Sein Schwiegersohn war der Labour-Party-Politiker Josiah Wedgwood, der 36 Jahre lang den Wahlkreis Newcastle-under-Lyme als Abgeordneter im House of Commons vertreten hatte, 1924 Chancellor of the Duchy of Lancaster war sowie 1942 zum Baron Wedgwood erhoben wurde.